# Канутило (Тексас)
Канутило (енгл. Canutillo) насељено је место без административног статуса у америчкој савезној држави Тексас.

## Демографија
По попису из 2010. године број становника је 6.321, што је 1.192 (23,2%) становника више него 2000. године.
| Група             | 2000.         | 2010.         |
| Белци             | 480 (9,4%)    | 476 (7,5%)    |
| Афроамериканци    | 31 (0,6%)     | 72 (1,1%)     |
| Азијати           | 4 (0,1%)      | 24 (0,4%)     |
| Хиспаноамериканци | 4.610 (89,9%) | 5.737 (90,8%) |
| Укупно            | 5.129         | 6.321         |